# Camp d'éducation par le travail de Farge

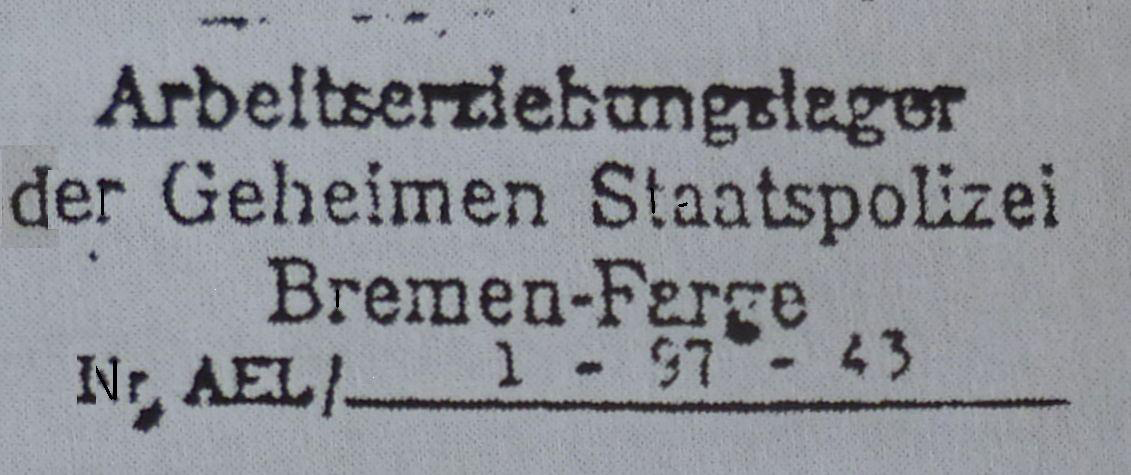
En-tête d'une lettre du camp d'éducation par le travail de Farge.

Le camp d'éducation par le travail de Farge (Arbeitserziehungslager Farge, AEL Farge) était à l'époque du nazisme l'un des plus grands et des plus importants camps d'éducation par le travail en basse-Saxe. Il était dirigé par la Gestapo de Brême et se trouvait sur deux différents sites des communes limitrophes de Neuenkirchen et Rekum. Le camp d'éducation par le travail de Farge fut en activité de 1940 à 1945.
C'était l'un des sept camps national-socialistes de la région de Farge/Rekum et de Neuenkirchen/Schwanewede. Il servait à héberger  le personnel de construction et surveillance, personnel qui comprenait des travailleurs libres, mais également  des personnes soumises au travail forcé, (prisonniers de guerre, détenus et travailleurs forcés) employés sur plusieurs grands projets de construction militaire. 

## Emplacement et description
Le camp d'éducation par le travail de Farge a été nommé d'après la commune alors encore indépendante de Farge, à laquelle Rekum appartenait également depuis 1923 et qui appartenait au district d'Osterholz depuis 1932. Ce camp était initialement situé sur la prairie de Neuenkirchener sur le territoire municipal de Neuenkirchen de 1940 à 1943, puis de 1943 à 1945 dans une localité voisine sur la prairie Rekumer sur le territoire municipal de Rekum. Aujourd'hui, Farge et Rekum appartiennent à Brême et font partie de Blumenthal, tandis que Neuenkirchen appartient à la commune de Schwanewede en Basse-Saxe. 
Le camp de travail par l'éducation de Farge ne doit pas être confondu avec le camp de concentration de Farge (un sous-camp du camp de concentration de Neuengamme), ni avec le camp commun I (dans lequel étaient logés les soldats de la division de remplacement de la marine) et le camp commun II (dans lequel étaient logés, entre autres, les travailleurs de l'organisation Todt et le personnel du département de la construction navale). Les prisonniers étaient avant tout employés à construire le bunker du sous-marin Valentin. En raison de l'ampleur de ce projet de construction, il y avait plusieurs camps et des travailleurs forcés de toutes origines dans les régions de Farge/Rekum et de Neuenkirchen/Schwanewede. 

## Histoire
Entre octobre 1940 et juillet 1943, quelques casernes du camp de la Marine II ont été clôturées et transformées en camp d'éducation au travail par la Gestapo de Brême. En 1943, l'AEL a été déplacée sur son propre site à l'extrémité sud-ouest du parc de chars de la marine. Le camp abritait environ 600 prisonniers et était considéré comme le plus dur de tous les camps locaux. 150 prisonniers au minimum y sont morts en raison des très mauvaises conditions de vie et de travail. 
En avril 1943, quelques casernes ont été remises à la marine, qui abritait une compagnie de la 25e division de remplacement de la marine. 
Sur l'ancien terrain du camp de travail, il y a aujourd'hui un lieu de mémoire et de documentation (Dokumentations-und Lernort Baracke Wilhelmine). 